# Ambrus Péter
Ambrus Péter (Celldömölk, 1970. április 7. –) magyar rendőrtiszt, jogász, író.
Gyermekkorát Celldömölkön töltötte, majd 1984-től Győrött élt. 1993-tól Budapesten, Zuglóban lakik. Ebben az évben kezdte el hivatásos szolgálatát a rendőrség kötelékében, ahol a mai napig is bűnügyi nyomozóként dolgozik. Szabadidejében riportkönyveket ír, az első 2006-ban - nagybátyáról, Hofi Gézáról - jelent meg. Napjainkig különböző témákról (rendőrök, katonák, színészek, orvosok, sportolók, család) további kilenc könyve került kiadásra.

## Tanulmányai
Celldömölkön végezte általános iskolai tanulmányait, majd Győrött érettségizett. 1991-ben szerzett vasútépítő üzemmérnöki diplomát a Széchenyi István Műszaki Főiskolán. 1999-ben a Rendőrtiszti Főiskola bűnügyi szakán diplomázott, majd 2003-ban az Eötvös Lóránd Tudományegyetem jogi karán végzett.

## Pályafutása
Sorkatonai szolgálatát a Kossuth Lajos Katonai Főiskolán és Szombathelyen a Savaria Gépesített Lövészdandárnál teljesítette.
1993 óta a rendőrség állományában, nyomozóként dolgozik.

## Könyvei
2006-ban jelent meg első riportkötete nagybátyjáról Az igazi Hofi címmel, melyet a terrorelhárító szolgálatról írt Az igazi kommandó, majd a közjogi méltóságokat is védő Az igazi testőrök, ezután pedig a külföldön szolgálatot teljesítő katonáinkról írott Az igazi misszió követett.
2011-ben Gór Nagy Mária címmel (35 interjúban mutatta be a művész pályáját, Tanodáját) írt könyvet, majd Hofi második menet címmel jelent meg életrajzi visszaemlékezése.
2014-ben Gyógyító missziók címmel a külföldön szolgálatot teljesítő katonaorvosok, ápolók munkáját mutatta be Vietnámtól napjainkig, 2015-ben pedig 28 interjúban a londoni paralimpia hőseit és segítőiket Nincs akadály, illetve családjáról írt Halhatatlan CSAJNéP, és édesapjáról Élet-Fa (2022) címmel könyvet.
Riportköteteiben részletesen feldolgozva - ennek keretében beöltözött kommandósnak, menekítették a Köztársasági Elnök testőrei, járt Afganisztánban, beállt diáknak a GNM Színitanodába, kipróbált több paralimpiai sportágat, és az Állami Egészségügyi Központban az orvoslás fortélyait is megpróbálta ellesni -, hitelesen mutatja be az adott témát olvasóinak.

## Magánélete
Édesapja Ambrus József MÁV állomásirányító, fafaragó népi iparművész. Édesanyja Szabó Rozália gyermekkönyvtáros, Hofi Géza unokatestvére. Két gyermeke van, Csanád és Antónia.

## Művei
- Ambrus Péter 2006, Az igazi Hofi, Athenaeum 2000 Kiadó, ISBN 978 963 9615 52 6
- dr. Ambrus Péter 2008, Az igazi kommandó, Urbis Könyvkiadó, ISBN 978 963 9706 37 8
- dr. Ambrus Péter 2009, Az igazi testőrök, Pécsi Direkt Kft. Alexandra Kiadója, ISBN 978 963 297 024 0
- dr. Ambrus Péter 2010, Az igazi misszió, Pécsi Direkt Kft. Alexandra Kiadója, ISBN 978 963 297 244 2
- dr. Ambrus Péter 2011, Gór Nagy Mária, Dekameron Könyvkiadó, ISBN 978 615 5072 04 8
- dr. Ambrus Péter 2012, Hofi második menet, Dekameron Könyvkiadó, ISBN 978 615 5072 09 3
- Ambrus Péter 2014, Gyógyító missziók, HM Zrínyi Nonprofit Kft. – Zrínyi Kiadó, ISBN 978 963 327 633 4
- dr. Ambrus Péter 2015, Nincs akadály, Garbó Könyvkiadó, ISBN 978 615 5007 68 2
- dr. Ambrus Péter 2015, Halhatatlan CSAJNéP, Garbó Könyvkiadó, ISBN 978 615 5007 82 8
- dr. Ambrus Péter 2022, Élet-Fa, Garbó Könyvkiadó, ISBN 978 615 6292 30 8